# Kabinett Magnago I
Das Kabinett Magnago I war die IV. Südtiroler Landesregierung und gleichzeitig die erste unter dem Vorsitz des langjährigen Landeshauptmanns Silvius Magnago. Das Kabinett war vom 31. Dezember 1960 bis zum 3. Februar 1965 im Amt. Gewählt wurde es vom Südtiroler Landtag in seiner Zusammensetzung nach den Wahlen 1960.

## Zusammensetzung
| Name                 | Amt                           | Partei               | Sprachgruppe |
| -------------------- | ----------------------------- | -------------------- | ------------ |
| Silvius Magnago      | Landeshauptmann               | SVP                  | deutsch      |
| Alfons Benedikter    | Landeshauptmannstellvertreter | SVP                  | deutsch      |
| Peter Brugger        | Landesrat                     | SVP                  | deutsch      |
| Joachim Dalsass      | Landesrat                     | SVP                  | deutsch      |
| Robert von Fioreschy | Landesrat                     | SVP                  | deutsch      |
| Sandro Panizza       | Landesrat                     | Democrazia Cristiana | italienisch  |
| Lino Ziller          | Landesrat                     | Democrazia Cristiana | italienisch  |
| Armando Bertorelle   | Ersatzlandesrat               | Democrazia Cristiana | italienisch  |
| Franz Wahlmüller     | Ersatzlandesrat               | SVP                  | deutsch      |
| Anton Zelger         | Ersatzlandesrat               | SVP                  | deutsch      |